# چرتکه لی کای-چن
چرتکه لی کای-چن یا چرتکه لی نوعی چرتکه است که توسط فردی چینی به نام لی کای-چن از سوانپان توسعه یافته‌است. اولین راهنمای چرتکه لی در سال ۱۹۵۸ منتشر شده‌است.

## تاریخ
لی کای چن در سال ۱۹۵۹ در سیاتل، واشینگتن با استفاده از این چرتکه توانست رایانه را در سرعت محاسبات شکست دهد.

## سازوکار
چرتکه لی دارای ۴ دسته مهره است که دو دستهٔ بالایی آن ۱/۴ سوروبان و دو دستهٔ پایینی ۲/۵ سوانپان است.